# إدوارد إل. أنتوني
إدوارد إل. أنتوني هو سياسي كندي، ولد في 26 ديسمبر 1849 في ماركام في كندا، وتوفي في 31 مايو 1922. حزبياً، نشط في الحزب الليبرالي الكندي. وقد انتخب عضو مجلس العموم الكندي.